# Didymodon giganteus
Didymodon giganteus là một loài Rêu trong họ Pottiaceae. Loài này được (Funck) Jur. mô tả khoa học đầu tiên năm 1882.

## Hình ảnh

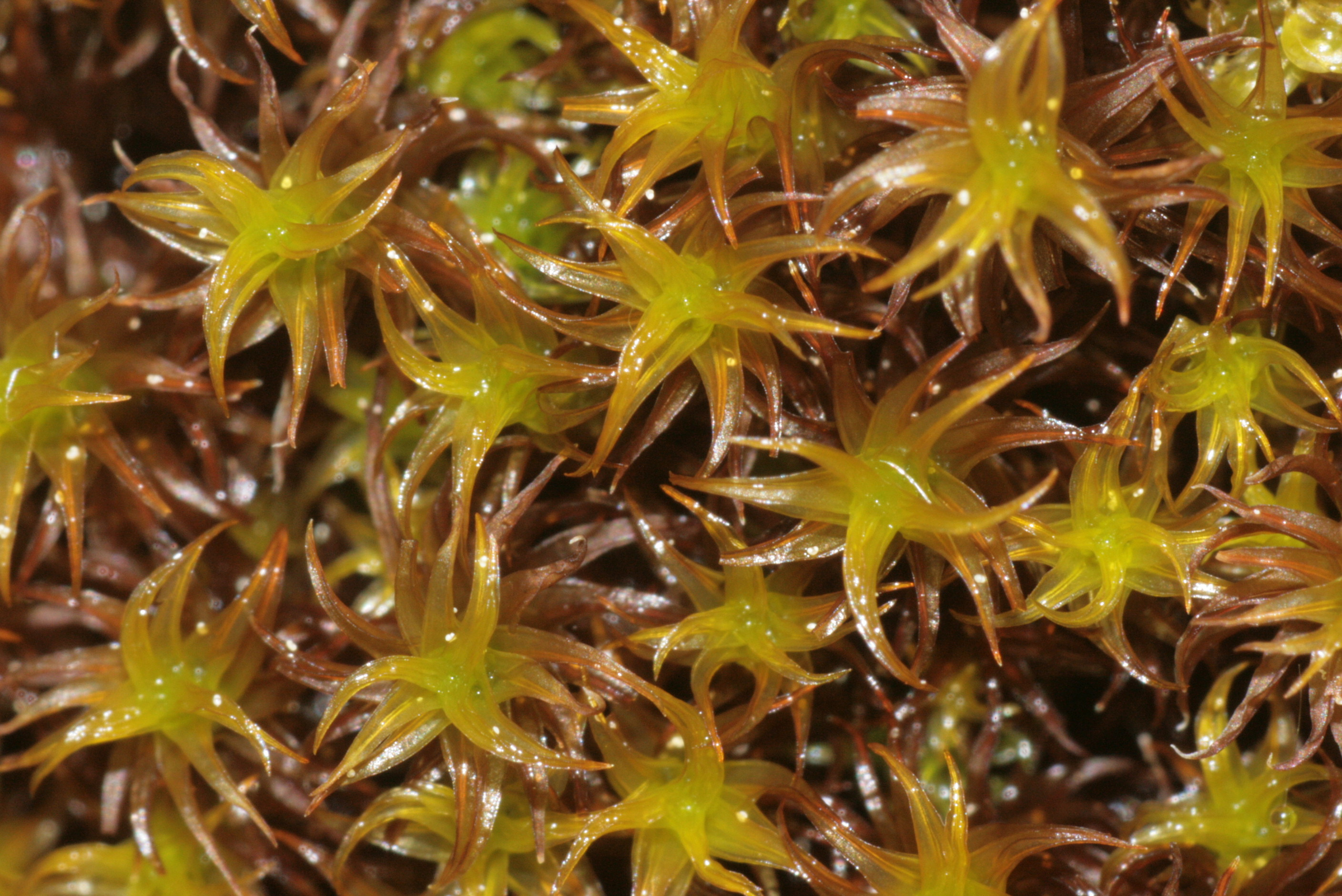
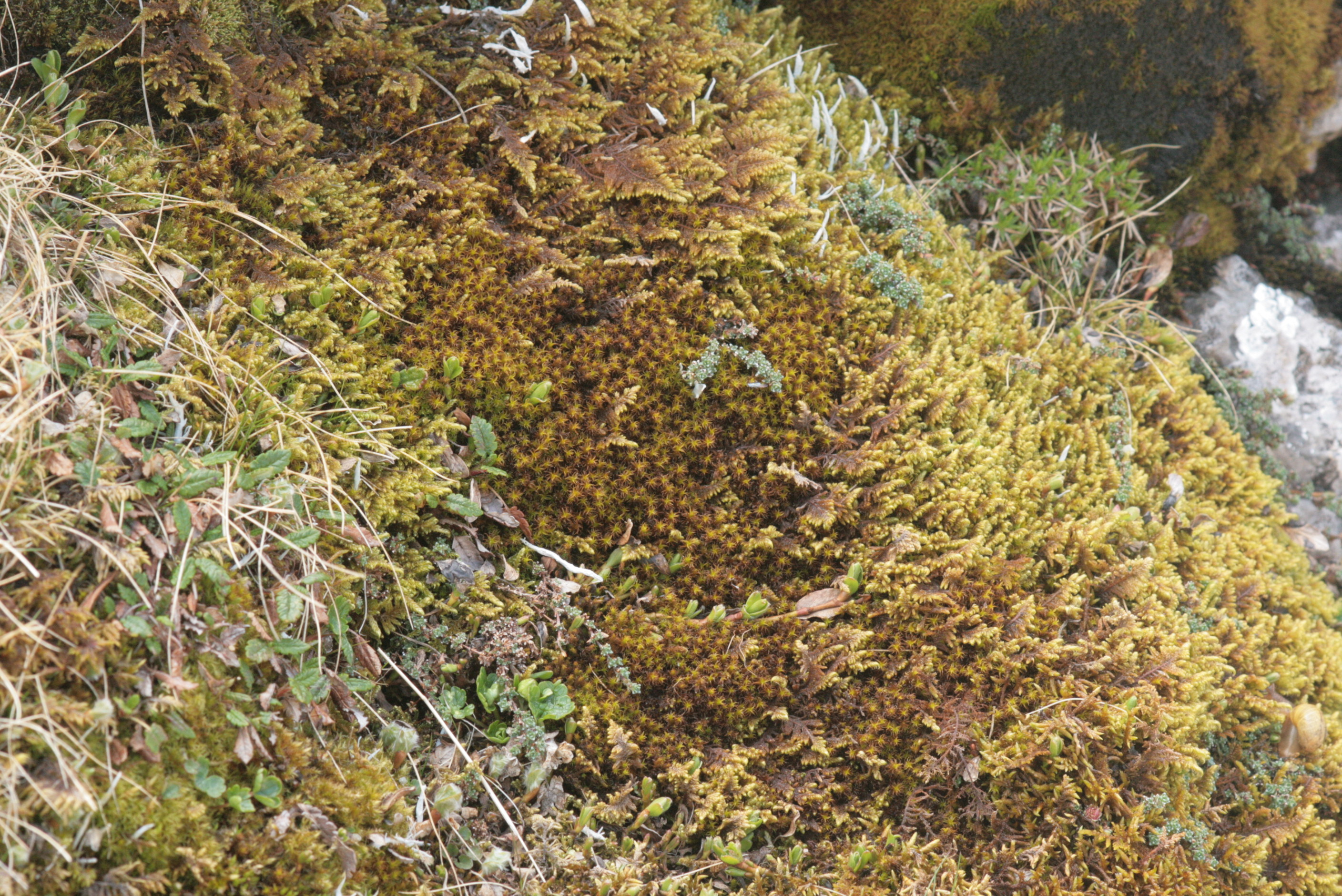
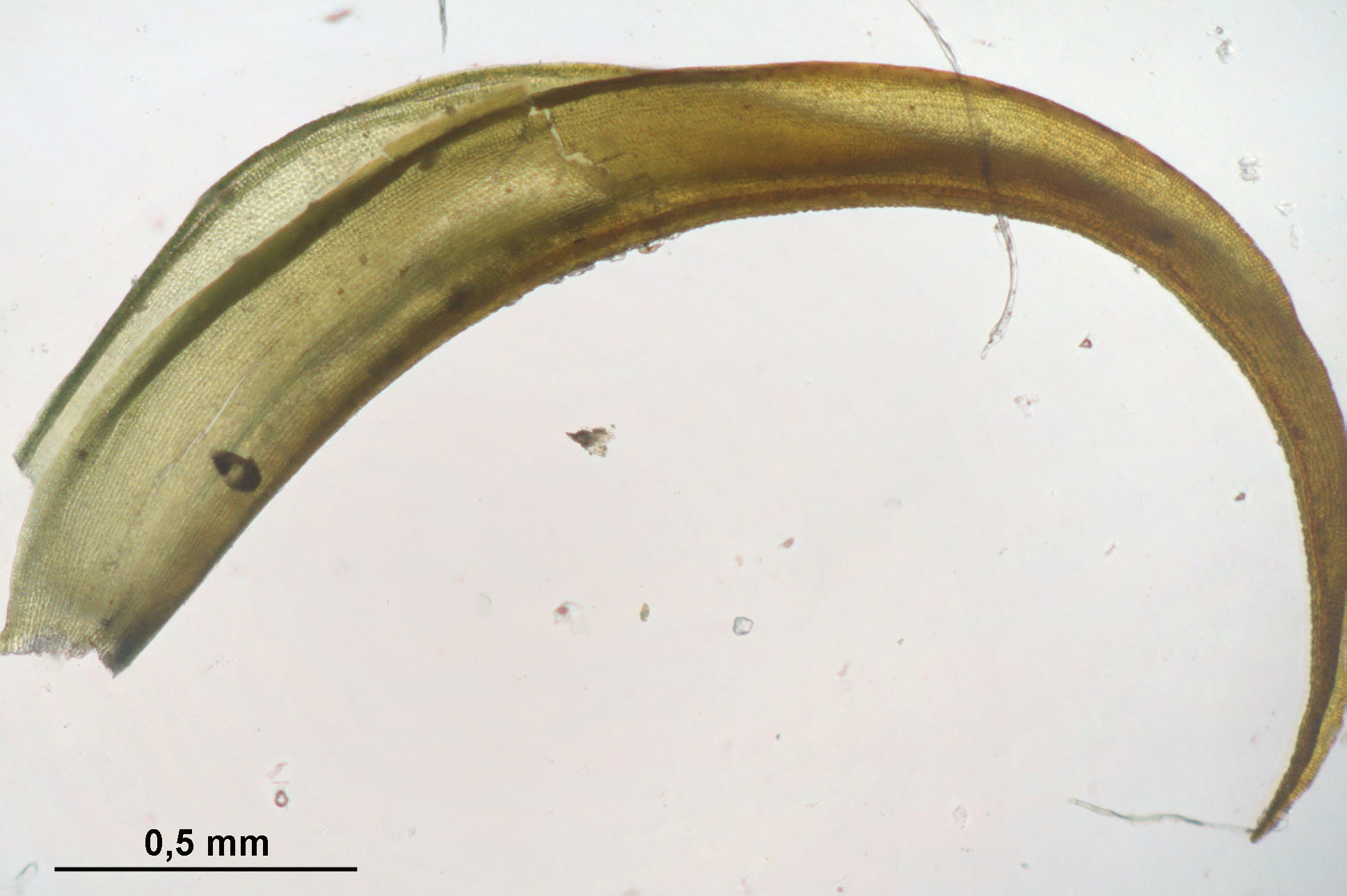
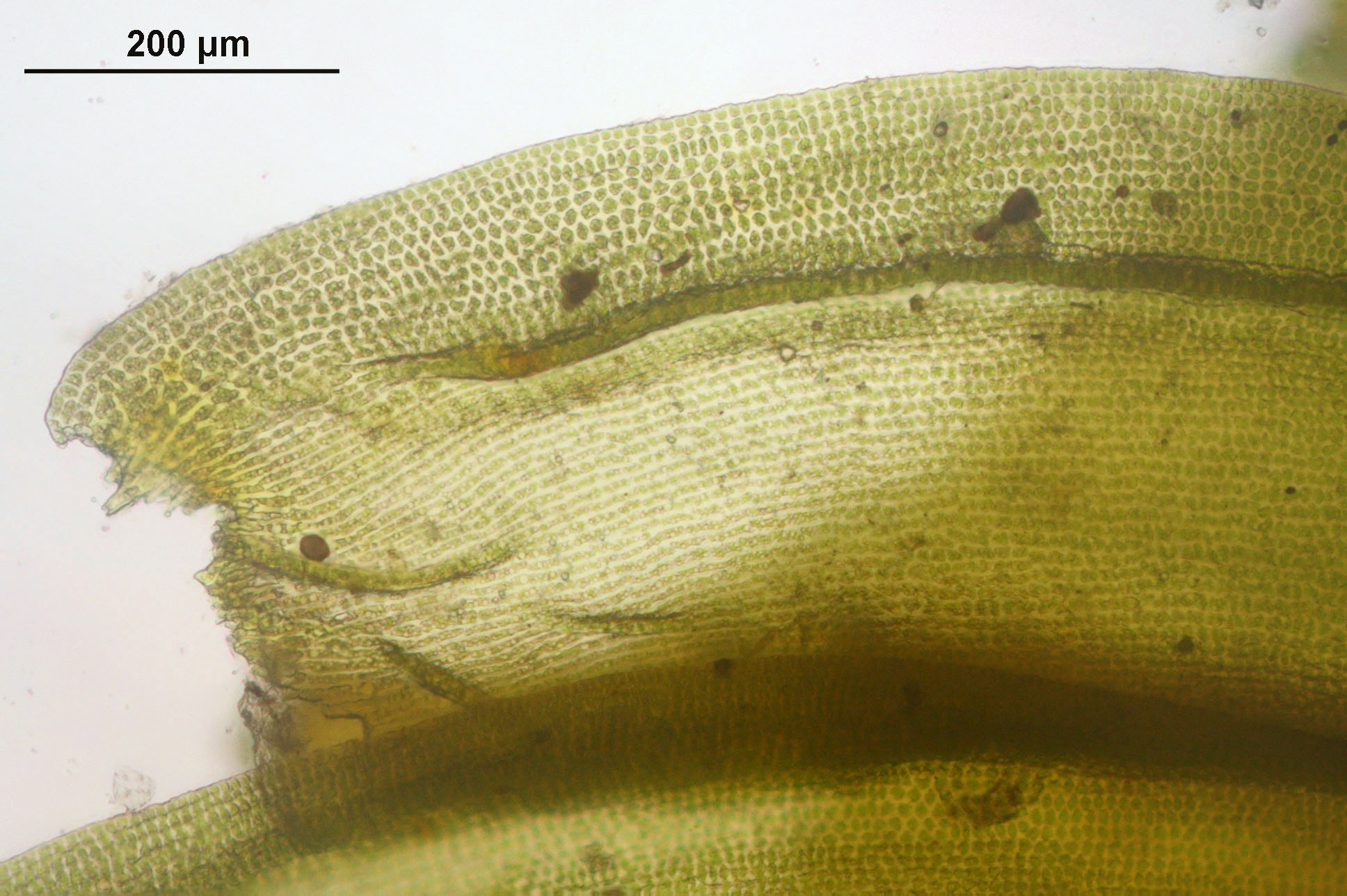